# Pinus lambertiana
Pinus lambertiana (сосна цукрова) — вид роду сосна родини соснових.

## Поширення
Поширення: Мексика (Нижня Каліфорнія); США (Каліфорнія, Невада, Орегон). Живе зазвичай між 600 м і 2400 м над рівнем моря, але досягає 2,800-3,200 м на півдні свого ареалу. Зустрічається на різних гірських ґрунтах.

## Опис
Щільність деревини: 0,34 грама/см3. Висота від 53 до 61 м, а діаметр на рівні грудей від 91 до 152 см. Старі дерева іноді перевищують вік 500 років. Має прямий стовбур і вузьку, конусоподібну, відкриту крону. Гілки розташовані горизонтально.  Кора молодих дерев гладка і світло-коричнева. Кора дорослих дерев від коричного до сіро-коричневого кольору, глибоко борозенчаста, з довгими пластинами. Листя зібрані по 5 в пучку, 7–10 см в довжину. Вони темно-зелені, жорсткі. Голки залишаються два-три роки на дереві. Пилкові шишки жовті, циліндричні і 15 міліметрів в довжину. Насіннєві шишки блискучі, світло-коричневі й від 30 до 60 сантиметрів у довжину й 8–11 см шириною, коли відкриті до 25 сантиметрів. Насіння 1–2 см, темно-коричневе; крило широке, 2–3 см. Загальна назва походить від солодкої смоли.

## Використання
Цей вид є одним з найтолерантніших хвойних окислювачів (озонування) забрудненого повітря. Деревина широко використовується. Деревину можна легко розділити і раніше її використовували для виготовлення черепиці.

## Загрози та охорона
Збудник Cronartium ribicola розглядається як загроза досить серйозна. Загрози в основному пов'язані з пожежами. Присутня в багатьох охоронних об'єктах, у тому числі кількох відомих національних парках.

## Галерея

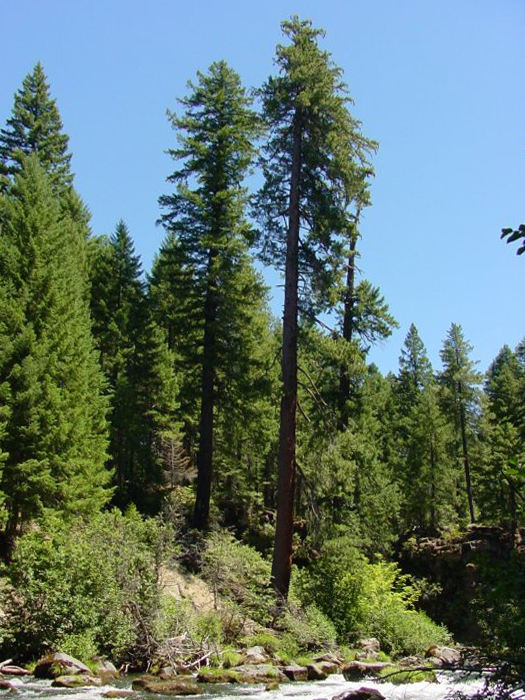
дерева
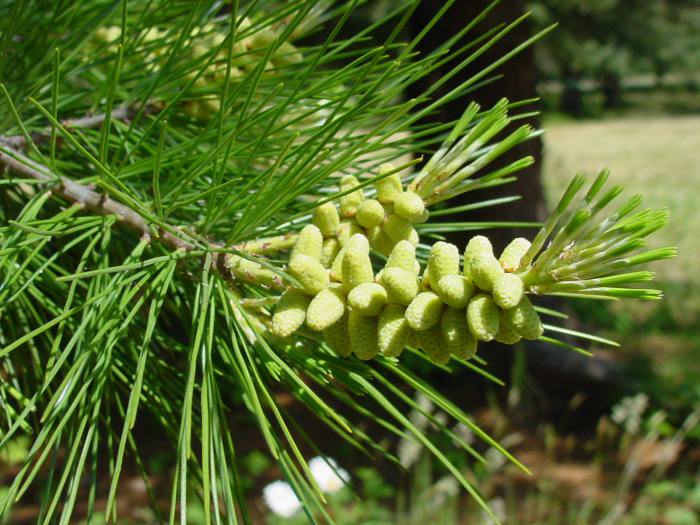
пилкові шишки
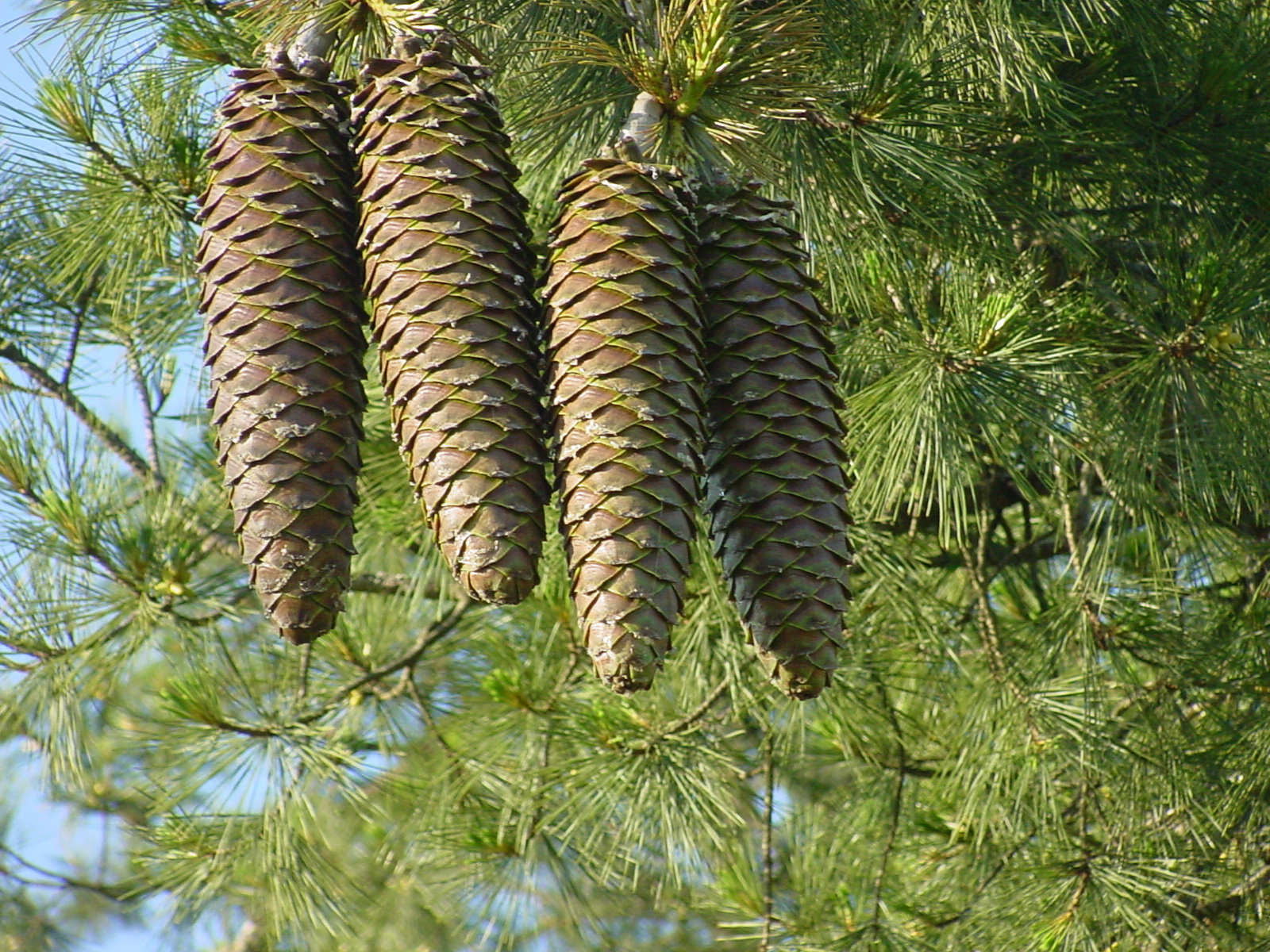
насіннєві шишки
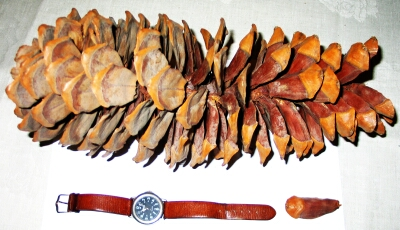
розмір насіннєвої шишки

| Соснові | Це незавершена стаття про родину соснові. Ви можете допомогти проєкту, виправивши або дописавши її. |